# Северна Амапа (мезорегион)
Мезорегион Северна Амапа е един от двата мезорегиона на бразилския щат Амапа. Образуван е от 5 общини, групирани в 2 микрорегиона.

## Микрорегиони
- Амапа
- Ояпоки